# Adeona costata
Adeona costata är en mossdjursart som beskrevs av Charles Henry O'Donoghue 1924. Adeona costata ingår i släktet Adeona och familjen Adeonidae. Inga underarter finns listade i Catalogue of Life.